# 訃報 1988年
訃報 1988年（ふほう 1988ねん）は、1988年（昭和63年）中に物故した人物をまとめたものである。詳細は月別訃報記事を参照のこと。

## 月別の訃報記事一覧
- 訃報 1988年1月
- 訃報 1988年2月
- 訃報 1988年3月
- 訃報 1988年4月
- 訃報 1988年5月
- 訃報 1988年6月
- 訃報 1988年7月
- 訃報 1988年8月
- 訃報 1988年9月
- 訃報 1988年10月
- 訃報 1988年11月
- 訃報 1988年12月

## 関連書籍
- 『現代物故者事典（1988 - 1990）』日外アソシエーツ、1993年9月28日。ISBN 978-4-8169-1178-1。
- 『現代物故者事典 総索引（昭和元年～平成23年）①政治・経済・社会篇』日外アソシエーツ、2012年10月1日。ISBN 978-4-8169-2383-8。
- 『現代物故者事典 総索引（昭和元年～平成23年）②学術・文芸・芸術篇』日外アソシエーツ、2012年11月1日。ISBN 978-4-8169-2384-5。